# Правительство Дебре
Правительство Дебре — кабинет министров, правивший Францией с 8 января 1959 года по 14 апреля 1962 года, в период Пятой французской республики, в следующем составе:
- Мишель Дебре — премьер-министр;
- Морис Кув де Мюрвилль — министр иностранных дел;
- Пьер Гийома — министр национальной обороны;
- Жан Бертуэн — министр внутренних дел;
- Антуан Пине — министр финансов и экономических дел;
- Жан-Марсель Жанненей — министр торговли и промышленности;
- Поль Бакон — министр труда;
- Эдмон Мишле — министр юстиции;
- Андре Буллош — министр национального образования;
- Раймод Трибуле — министр по делам ветеранов;
- Андре Мальро — министр культуры;
- Роже Уде — министр сельского хозяйства;
- Робер Бюрон — министр общественных работ и транспорта;
- Бернар Шено — министр здравоохранения и народонаселения;
- Бернар Корну-Жентиль — министр почт и телекоммуникаций;
- Роже Фрей — министр информации;
- Пьер Судро — министр строительства.

Изменения
- 27 марта 1959 — Робер Лекур входит в кабинет министров как министр коопераций.
- 27 мая 1959 — Анри Рошеро наследует Уде как министр сельского хозяйства.
- 28 мая 1959 — Пьер Шатене наследует Бертоену как министр внутренних дел.
- 23 декабря 1959 — Дебре наследует Буллошом как и. о. министра национального образования.
- 13 января 1960 — Уилфрид Баумгартнер наследует Пине как министр финансов и экономических дел.
- 15 января 1960 — Луи Жокс наследует Дебре как министр национального образования
- 5 февраля 1960
  - Пьер Мессмер наследует Гийома как министр национальной обороны.
  - Робер Лекур становится министром заморских департаментов и территорий и по делам Сахары. Его предыдущий пост министра коопераций упразднён.
  - Мишель Морисе-Бокановски наследует Корну-Жентилю как министр почт и телекоммуникаций.
  - Луи Террнуа наследует Фрею как министр информации.
- 23 ноября 1960 
  - Луи Жокс становится министром по делам Алжира.
  - Пьер Гийома наследует Жоксу как и. о. министра национального образования.
- 20 февраля 1961 — Люсьен Пайе наследует Гийома как министр национального образования.
- 6 мая 1961 — Роже Фрей наследует Шатене как министр внутренних дел.
- 18 мая 1961 — Жан Фойе входит в Кабинет как министр коопераций.
- 24 августа 1961 
  - Бернар Шено наследует Мишле как министр юстиции.
  - Жозеф Фонтане наследует Шено как министр здравоохранения и народонаселения.
  - Эдгар Пизани наследует За Рошеро как министр сельского хозяйства.
  - Луи Жакино наследует Лекуру как министр заморских департаментов и территорий и по делам Сахары.
  - Террнуа прекращает быть министром информации, и пост упразднён.
- 19 января 1962 — Валери Жискар д’Эстен наследует Баумгартнеру как министр финансов и экономических дел.